# Musicillium
Musicillium är ett släkte av svampar. Musicillium ingår i familjen Plectosphaerellaceae, klassen Sordariomycetes, divisionen sporsäcksvampar och riket svampar.
|             | Verticillium                             |
|             |                                          |
|             | Plectosporium                            |
|             |                                          |
| Musicillium | \| \| Musicillium theobromae \| \| \| \| |
|             | \| \| Musicillium theobromae \| \| \| \| |
|             | Gibellulopsis                            |
|             |                                          |
|             | Spermosporina                            |
|             |                                          |
|             | Musicillium theobromae                   |
|             |                                          |

|  | Musicillium theobromae |
|  |                        |